# Таєнцина
Таєнцина (пол. Tajęcina) — село в Польщі, у гміні Тшебовнисько Ряшівського повіту Підкарпатського воєводства.
Населення — 388 осіб (2011).
У 1975-1998 роках село належало до Ряшівського воєводства.

## Демографія
Демографічна структура станом на 31 березня 2011 року:
|          | Загалом | Допрацездатний вік | Працездатний вік | Постпрацездатний вік |
| -------- | ------- | ------------------ | ---------------- | -------------------- |
| Чоловіки | 184     | 49                 | 122              | 13                   |
| Жінки    | 204     | 41                 | 129              | 34                   |
| Разом    | 388     | 90                 | 251              | 47                   |